# Valesio (città antica)
Valesio (anche indicata in testi classici come Baletum o Valesium) è un sito archeologico a sud di Brindisi nell'omonima provincia, raggiungibile dalla Superstrada Brindisi-Lecce allo svincolo per il comune di Torchiarolo. Nella Tabula Peutingeriana questo sito è indicato come Mutatio Valentia ed è posto a metà del tragitto della cosiddetta Via Traiana Calabra che andava da Brindisi a Lecce per proseguire sino ad Otranto.
A Valesio sono state trovate, negli anni, tracce di insediamenti che vanno dall'età del ferro sino all'Alto Medioevo.

## La storia preromana
Le prime tracce di frequentazioni a Valesio risalgono all'età del ferro.
In base al numero e caratteristiche dei ritrovamenti effettuati sino ad oggi, l'antica Valesium sembra raggiungere il massimo splendore nei secoli VI-I secolo a.C. come città federata con le poleis messapiche disseminate in tutta la penisola salentina. I messapi erano una popolazione autoctona, forse di antiche origini illiriche, che, per la particolare posizione del territorio che essi occupavano, aperto ai traffici commerciali del Mediterraneo, avevano assunto usi e linguaggio fortemente ellenizzati.
Il sito di Valesio presenta ancora oggi chiare tracce della cinta muraria che si estende per un perimetro di ca. 3430 metri, di forma quadrangolare, per un'estensione complessiva dell'area di 84 Ha.
All'interno di esso scorre un torrente, chiamato Infocaciucci. Nel sito sono state spesso scoperte tombe risalenti al periodo messapico, contrassegnate dalla formula tabara damatura oppure Tobaroas Damatrioas, che sembra significare, secondo gli studi più diffusi sulla lingua messapica, devoto/a alla Dea Demetra oppure (tomba) della sacerdotessa di Demetra. 

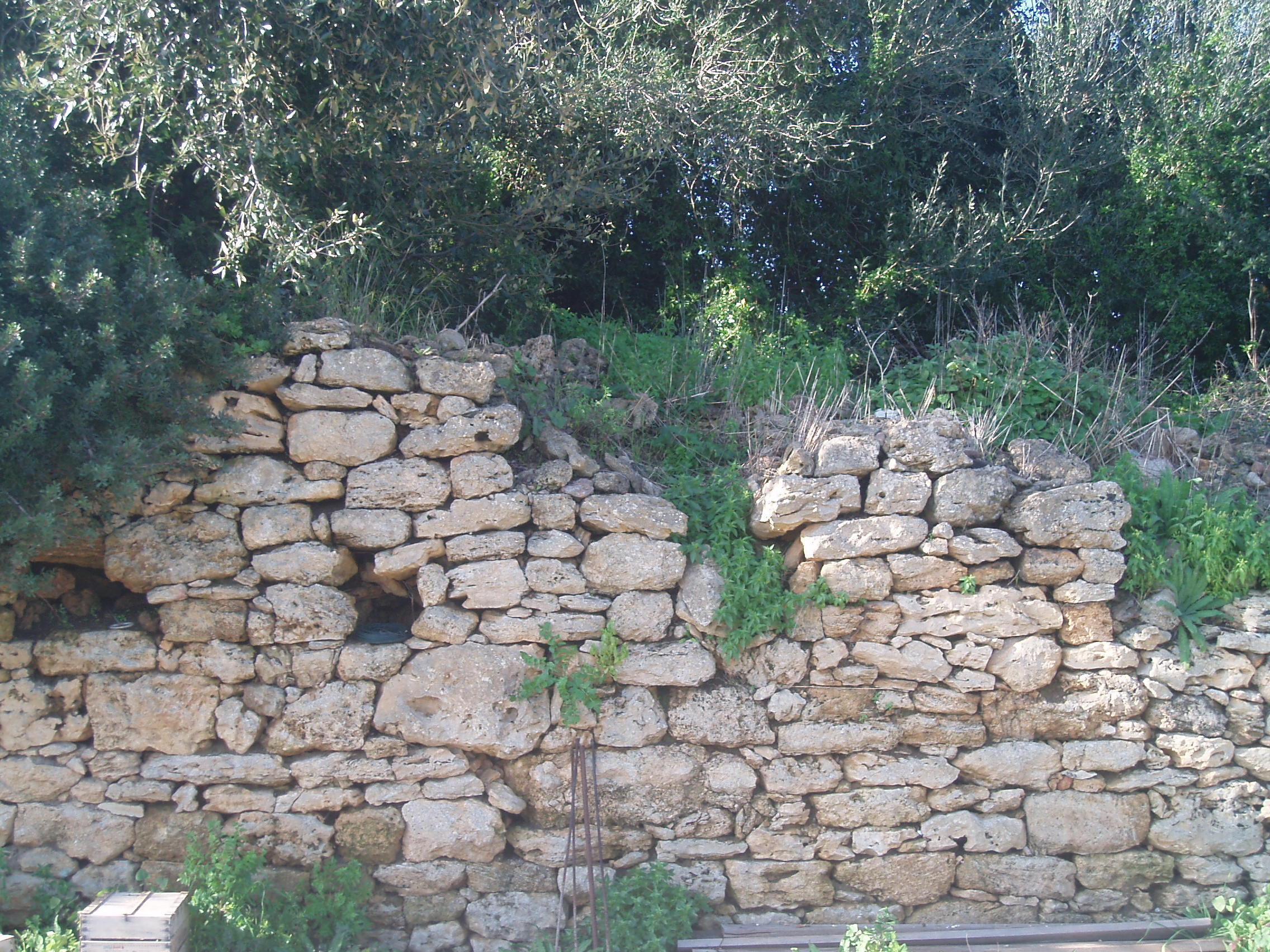
Parte dell'antica cinta muraria a Valesio

Valesio era tra le città messapiche che battevano una propria moneta,, a testimoniare dell'importanza commerciale che questo insediamento aveva nell'economia della penisola salentina.

## Il periodo romano
Al centro del sito, in un luogo lievemente sopraelevato forse corrispondente all'acropoli nel periodo greco classico, fu scoperto negli anni '60 da Gabriele Marzano, direttore del Museo archeologico provinciale Francesco Ribezzo di Brindisi, un grande impianto termale romano risalente al primo secolo dopo Cristo, comprensivo di tre stanze in cui ristorare gli ospiti con acqua calda (calidarium), tiepida (tepidarium), e fredda (frigidarium), come anche stalle per il cambio dei cavalli.
L'impianto termale fu oggetto, dal 1984 sino al 1991, di uno scavo sistematico e totale da parte dell'équipe del prof. Boersma del Dipartimento di archeologia classica della libera università di Amsterdam, confermando in tal modo la funzione che Valesio ebbe nel periodo romano di statio lungo il tragitto della via Traiana, nel suo ultimo tratto fra Brundisium (Brindisi) e Lupiae (Lecce). L'analisi del materiale ceramico utilizzato nel riempimento di alcuni degli ambienti dell'impianto, permise di datare quest'ultimo all'inizio del IV secolo d.C., periodo in cui la Via Traiana e Calabra fu oggetto di ristrutturazione da parte dell'imperatore Costantino.
Lo scavo del complesso fu esteso a tutti gli spazi circostanti, scoprendo nell'area probabilmente corrispondente all'atrio di ingresso, un ampio mosaico.;;

## L'alto medioevo
Al periodo medioevale risalgono i resti di una piccola chiesa, detta di S.Stefano, posta sulle mura dell'impianto termale romano e piccoli sepolcri, scoperti negli stessi luoghi, durante gli scavi dell'èquipe olandese.
Delle rovine dell'antica città di Valesio, si parla già nel De situ Iapygiae, opera di Antonio De Ferrariis, comunemente chiamato “il Galateo”, umanista vissuto fra il Quattrocento e il Cinquecento. Secondo tale autore, Valesio fu rasa al suolo dal re normanno Guglielmo il Malo nel 1157.

## I reperti presso il Museo Archeologico di Brindisi
Presso il Museo archeologico provinciale Francesco Ribezzo di Brindisi, è presente la Sala Valesio dedicata a reperti provenienti dall'omononimo sito: corredi tombali con vasi apuli e di Gnathia, iscrizioni funerarie, pesi da telaio, epigrafi, lastre funerarie con iscrizioni messapiche, monete, vasi in bronzo, in ceramica e a vernice nera, elementi architettonici in terracotta e in pietra, sfere fittili probabilmente utilizzate come armi da catapulta e tanti altri oggetti ritrovati durante gli scavi di Valesio (in dialetto i torchiarolesi dicono 'Valisu').